# Huber-k-Schätzer

Verlauf der ρ-Funktion des Huber-k-Schätzers für k=1,28

Der Huber-k-Schätzer ist eine spezielle Schätzfunktion für M-Schätzer (Robuste Schätzverfahren). Er wird verwendet, um den Lageparameter einer normalverteilten Grundgesamtheit zu schätzen. Er wurde 1963 vom Schweizer Mathematiker Peter J. Huber entwickelt.
| {\displaystyle \rho (z)} | {\displaystyle \psi (z)}                                                                                 |
| --- | --- |
| {\displaystyle \rho (z)_{H}={\begin{cases}{\frac {1}{2}}z^{2}&\|z\|\leq {}k\\k\|z\|-{\frac {1}{2}}k^{2}&\|z\|>k\end{cases}}} | {\displaystyle \psi (z)_{H}={\begin{cases}z&\|z\|\leq {}k\\k\operatorname {sgn} (z)&\|z\|>k\end{cases}}} |

Die Idee dahinter ist, dass große Werte, die als Ausreißer angesehen werden, ab einer bestimmt Größe {\displaystyle k} keinen quadratischen Einfluss mehr haben sollen.
{\displaystyle k} ist eine sogenannte Tuning-Konstante. Der gebräuchlichste Wert ist {\displaystyle k=1{,}28}, was dem 0,9-Quantil der Standardnormalverteilung entspricht.